# Camilo Menéndez Vives
Camilo Menéndez Vives (Madrid, 1 de mayo de 1921-Azuqueca de Henares, Guadalajara, 12 de abril de 1995) fue un militar español que participó en el golpe de Estado en España de 1981.

## Biografía
Sobrino de Camilo Menéndez Tolosa, que fue ministro del Ejército (1964-69) en uno de los Gobiernos del régimen franquista, Menéndez Vives fue combatiente requeté en el Tercio guipuzcoano de San Marcial y en la Marina de Guerra española durante la Guerra Civil.
Durante el periodo de la Transición se le abrieron varios expedientes al protagonizar diversos incidentes de carácter ultraderechista. En la intentona golpista conocida como 23-F (23 de febrero de 1981) entró en el Congreso de los Diputados, sumándose a las fuerzas asaltantes. No conocía de antemano la operación de asalto del Congreso, pero una vez que se enteró de ella por la radio decidió unirse a Antonio Tejero como acto de solidaridad. Intentó, sin éxito, que la policía le permitiese la entrada y pidió autorización al director de la Guardia Civil, José Luis Aramburu Topete, que tampoco accedió. Pero consiguió entrar en el recinto para, una vez finalizado el asalto, entregarse a un contralmirante de la Marina. 
Camilo Menéndez se encontraba entonces adscrito a la Dirección de Construcciones Navales Militares, sin destino, a causa de un incidente con el teniente general Gutiérrez Mellado en el entierro de dos policías asesinados en atentado del GRAPO. Fue el jefe de mayor graduación de los que entraron en el Parlamento. Por ello ingresó en prisión (24 de febrero de 1981), cesando el 1 de mayo en la Escala de Mar y pasando a la Escala de Tierra, con lo cual dejó de ejercer el mando sobre unidades.
Procesado el 18 de marzo de 1981, fue condenado por auxilio a la rebelión militar por el Consejo Supremo de Justicia Militar (3 de junio de 1982) a suspensión de empleo y un año de prisión, tiempo que cumplió durante la instrucción del sumario y la celebración de la vista. El Tribunal Supremo confirmó la sentencia en abril de 1983. Solicitó el pase a la reserva activa (julio de 1982) y poco después pasó a la situación de retirado (noviembre de 1982).
En ese intervalo, sufrió una nueva sanción (15 de octubre de 1982) por participar en un mitin de Fuerza Nueva en Madrid. Fue presidente de la Hermandad Nacional de Antiguos Combatientes de Tercios de Requetés.
Falleció en Azuqueca de Henares el 12 de abril de 1995 y sus restos fueron enterrados en el cementerio de la localidad.
Era consuegro del líder de Fuerza Nueva, Blas Piñar, al estar su hijo Camilo casado con Esperanza Piñar. Asimismo es padre de la dirigente del PSOE Maru Menéndez y de la ex Decana de los Juzgados de Madrid y exasesora del partido Más Madrid Lourdes Menéndez.